# تغاراوبه
تغاراوبه (به ترکی آذربایجانی: Tağaroba) یک منطقهٔ مسکونی در جمهوری آذربایجان است که در شهرستان خاچماز واقع شده‌است.